# موهلهاوزن یم تله
موهلهاوزن یم تله (به آلمانی: Mühlhausen im Täle) یک شهر در آلمان است که در گوپینگن واقع شده‌است. موهلهاوزن یم تله ۱٬۰۱۰ نفر جمعیت دارد.